# 張甄陶
張甄陶（1713年—1780年），字希周，號惕菴，福建福州府福清縣人，清朝經學家、政治人物。

## 生平
乾隆十年（1745年）乙丑科二甲第十五名进士，选翰林院庶吉士，散馆授编修，历任广东鹤山县、香山县、新会县、高要县、揭阳县等县知县，丁父忧去职，服阕，起为云南昆明县知县。曾主讲云南五华书院、贵州贵山书院，晚年因病回福建，主讲福建鳌峰书院，四十五年（1780年）卒于家。
张甄陶在广东时著有《学实政录》，在云南时著有《经解》百余卷。